# Binary Domain
Binary Domain (バイナリー ドメイン?, Bainarī Domein) è un videogioco del 2012 sviluppato dallo Yakuza Studio, team interno a SEGA, e pubblicato per Xbox 360 e PlayStation 3.. L'ideatore di Binary Domain è Toshihiro Nagoshi, autore della serie di videogiochi Yakuza. Il primo trailer del videogioco è stato distribuito il 28 aprile 2011. Il gioco è disponibile per PC dal 27 aprile 2012 in versione digitale su Steam, e in versione retail dal 18 maggio 2012.

## Modalità di gioco
Il gioco è un tattico/sparatutto in terza persona ambientato a Tokyo negli anni 2080 ed è caratterizzato da un'innovativa tecnologia IA dei nemici. Il giocatore comanda un'intera squadra, a cui potrà impartire ordini o tramite i tasti del joypad o direttamente a voce tramite l'auricolare, in un mondo devastato dal riscaldamento globale e dalla scelleratezza dell'uomo: complessa anche la questione legata all'invasione delle macchine.

## Curiosità
Il gioco trae ispirazione da molti film e non solo, di genere perlopiù robotico:
Transformers prime, Il mondo dei replicanti, Avatar di Cameron, Runaway, Io robot, Vexille, Classe 1999, il video musicale dei Bomfunk MC's - Freestyler, Mars Attack, Enthiran, I love Maria/Roboforce.
Alcuni titoli probabili, ma non certi:
Oblivion, I Mercenari 2, GIJoe 1 e 2, Invaders 1986, Terminator, Ghost in the shell, Pacific rim 1-2, -skyscrapper.